# Messier 63
Messier 63 (auch als NGC 5055 bezeichnet) ist eine Spiralgalaxie mit den Abmessungen 12,6′ × 7,2′ und der scheinbaren Helligkeit von 8,5 mag im Sternbild Jagdhunde am Nordsternhimmel.
Das auch Sonnenblumen-Galaxie genannte Objekt ist vom Sonnensystem etwa 25 Millionen (je nach Quelle auch 30 oder 37 Mio.) Lichtjahre entfernt und besitzt einen Durchmesser von ca. 50.000 (65.000) Lichtjahren.
Ungewöhnlich und namensgebend sind die vielen, in der Spitzer-Aufnahme besonders gut sichtbaren, knötchenartigen Verdichtungen in ihren Spiralarmen, es handelt sich dabei um Sternentstehungsgebiete und leuchtende Gaswolken.
In sehr langbelichteten Aufnahmen wird ein Sternstrom in Form eines 14 Bogenminuten herausreichenden, nur 1,6 Bogenminuten breiten Bogens sichtbar.
Eine detaillierte Studie von Taylor S. Chonis u. a. kommt zu dem Schluss, dass hier eine Zwerggalaxie mit rund 100 Millionen Sonnenmassen verschluckt wurde. Dabei erzeugte die Gezeitenwechselwirkung beim Zerreißen auch den heute noch sichtbaren, weiten Sternenstrom.
Interessant ist auch die sich über rund 1000 Lichtjahre erstreckende sehr helle Zentralregion von M 63. Sie umgibt einen aktiven Kern und übertrifft ihre Umgebungshelligkeit um das Sechsfache, im H-alpha-Licht sogar um das 25-Fache.
Die hier gemessenen Rotationsgeschwindigkeiten lassen auf ein zentrales Schwarzes Loch von knapp einer Milliarde Sonnenmassen schließen.
Das Objekt wurde am 14. Juni 1779 vom französischen Astronomen Pierre Méchain entdeckt.

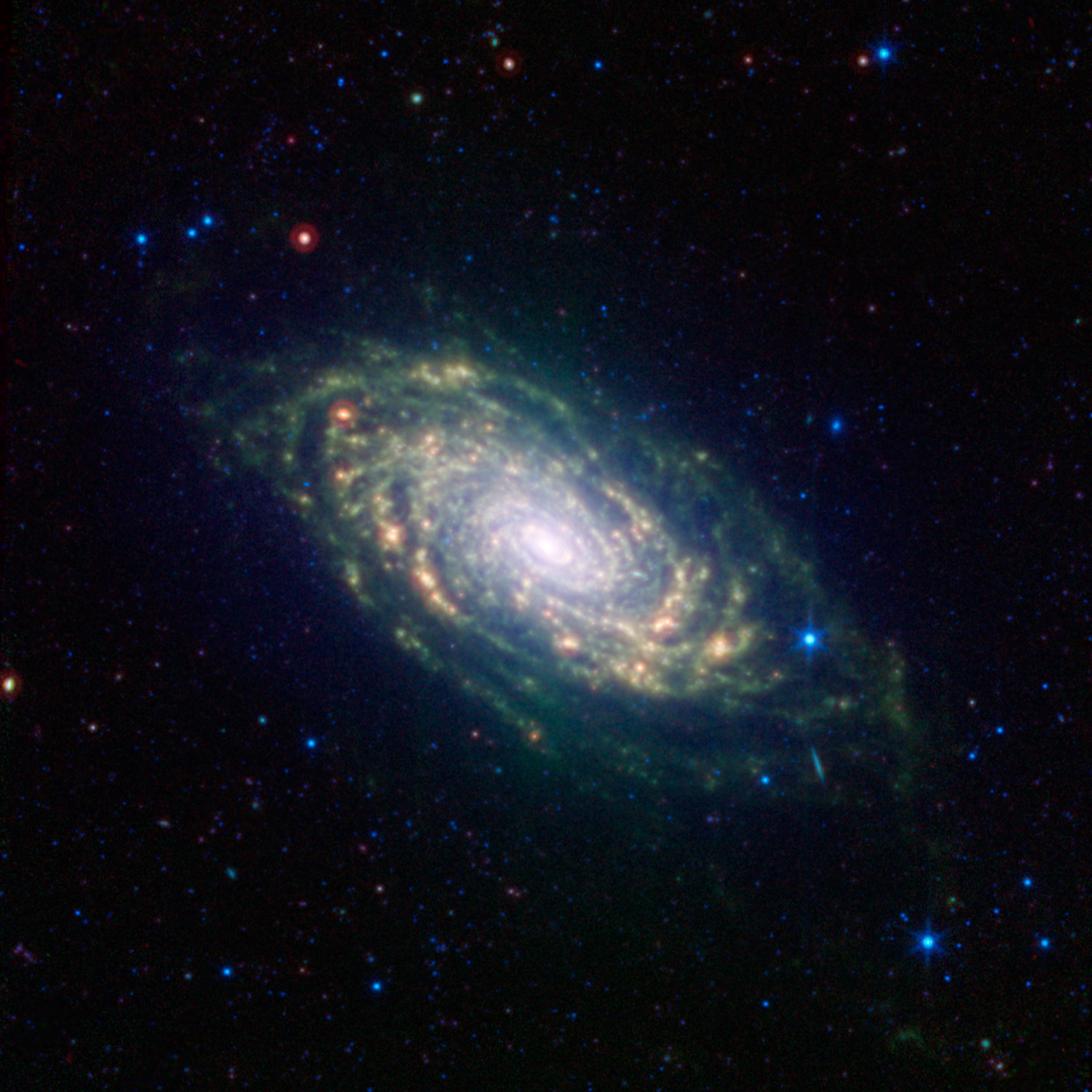
Infrarotaufnahme des Spitzer-Weltraumteleskops
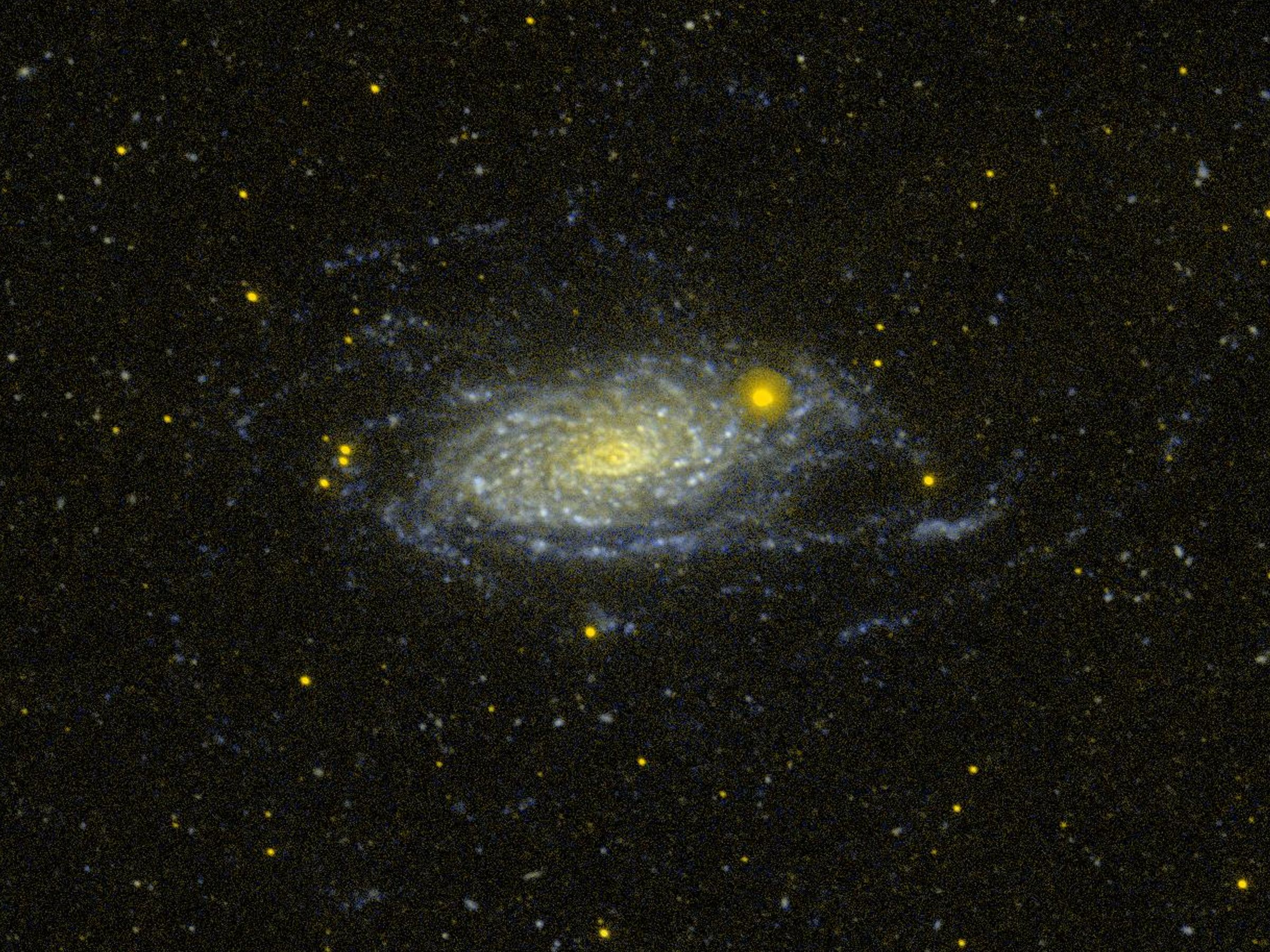
UV-Aufnahme durch GALEX
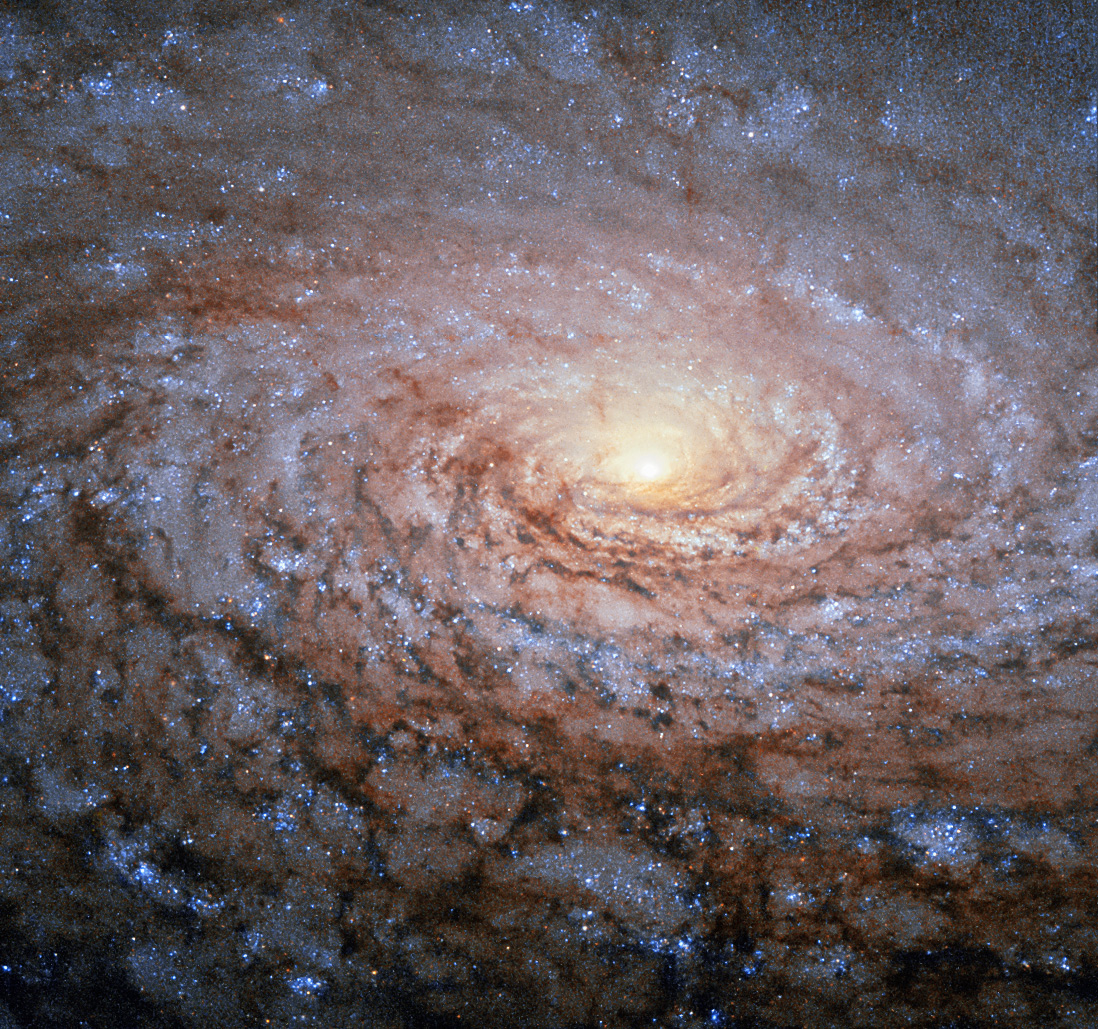
Hochaufgelöstes Bild des Zentrums, aufgenommen von dem Hubble-Weltraumteleskop